# Curtis Keeble
Sir Herbert Ben Curtis Keeble, KCMG (* 18. September 1922 in Chingford, London; † 6. Dezember 2008) war ein britischer Diplomat, der zwischen 1974 und 1976 erster britischer Botschafter in der Deutschen Demokratischen Republik sowie von 1978 bis 1982 Botschafter in der Sowjetunion war.

## Leben
Herbert Ben Curtis Keeble begann nach dem Besuch der Clacton County High School ein Studium im Fach Moderne Sprachen am Queen Mary der Universität London. Aufgrund des Zweiten Weltkrieges musste er sein Studium unterbrechen und leistete Kriegsdienst im Linieninfanterieregiment Royal Irish Fusiliers (Princess Victoria’s), in dem er am 20. Februar 1943 zum Second Lieutenant befördert wurde. Nach Kriegsende setzte er sein Studium fort und trat 1947 in den diplomatischen Dienst ein. Er fand in der Folgezeit Verwendung an zahlreichen Auslandsvertretungen wie zum Beispiel 1947 als Vizekonsul in Batavia in Niederländisch-Indien und 1951 als stellvertretender Politischer Berater der Sektorenverwaltung West-Berlin sowie im Außenministerium (Foreign Office). Dort war er zwischen 1963 und 1965 Leiter des Referats Europäische Wirtschaftsgemeinschaft sowie im Anschluss von 1965 bis 1968 Botschaftsrat für Handel an der Botschaft in der Schweiz. Er war daraufhin 1968 bis 1971 Gesandter für Handel beziehungsweise 1971 Gesandter für Politische Angelegenheiten sowie stellvertretender Hochkommissar am Hochkommissariat in Australien. Dort wurde er 1970 für seine Verdienste Commander des Order of St Michael and St George (CMG).
Nach seiner Rückkehr war Keeble zwischen 1971 und 1973 Assistierender Unterstaatssekretär für Wirtschaft und Handel (Assistant Under-Secretary for Foreign and Commonwealth Affairs(Economic and Commercial),) im Ministerium für Auswärtige und Commonwealth-Angelegenheiten (Foreign and Commonwealth Office). In dieser Funktion fungierte er 1970 als britischer Unterhändler bei den Verhandlungen mit Island zur Beendigung des sogenannten „Zweiten Kabeljaukrieg“. Nach Aufnahme diplomatischer Beziehungen wurde er im Januar 1974 erster britischer Botschafter in der Deutschen Demokratischen Republik und verblieb auf diesem Posten bis 1976, woraufhin Percy Craddock seine dortige Nachfolge antrat. Im Anschluss fungierte er zwischen 1976 und 1978 als Stellvertretender Unterstaatssekretär und Leiter der Geschäftsstelle (Deputy Under-Secretary for Foreign and Commonwealth Affairs and Chief Clerk) Für seine langjährigen diplomatischen Verdienste wurde er am 3. Juni 1978 zum Knight Commander des Order of St Michael and St George (KCMG) geschlagen und führte seither den Namenszusatz „Sir“.
Zuletzt wurde Curtis Keeble 1978 als Nachfolger von Howard Frank Trayton Smith Botschafter in der Sowjetunion. Er hatte dieses Amt bis zu seinem Eintritt in den Ruhestand 1982 inne und wurde danach von Iain Johnstone Sutherland abgelöst. Am 12. Juni 1982 wurde er zum Knight Grand Cross des Order of St Michael and St George (GCMG) erhoben. Nach seinem Ausscheiden aus dem diplomatischen Dienst engagierte er sich seit 1985 als Vorsitzender der Britisch-Sowjetischen Gesellschaft (Great Britain-USSR Association) beziehungsweise nach dem Zerfall der Sowjetunion als Vorsitzender des Britisch-Russischen Zentrums (Britain-Russia Centre). Er war außerdem von 1985 bis 1990 Gouverneur der British Broadcasting Corporation (BBC) sowie zwischen 1992 und 2000 Vorsitzender der Foundation for Accountancy and Financial Management, eine Stiftung für die Hilfe gegenüber ehemaligen kommunistischen Ländern bei der Entwicklung von Buchführungsberufen für den Übergang zur Marktwirtschaft.
Aus seiner 1947 geschlossenen Ehe mit Margaret Fraser gingen drei Töchter hervor, darunter die Politikerin Sally Keeble, die zwischen 1997 und 2010 die Labour Party als Abgeordnete im House of Commons vertrat.

## Veröffentlichungen
- The Soviet State, 1994
- Britain, the Soviet Union and Russia, 2000.